# Små grodorna
Små grodorna (« Les petites grenouilles » en suédois) est une chanson traditionnelle suédoise. Elle est très couramment chantée lors de la fête de Midsommar, et s'accompagne alors d'une danse pratiquée autour de l’arbre de mai. Elle peut également se danser autour de l’arbre de Noël.
La mélodie est empruntée au refrain d'un air français, la « chanson de l'oignon », chantée lors de marches militaires pendant la Révolution française. Les Anglais, alors ennemis de la France, auraient changé le texte original du refrain, « Au pas, camarade, au pas camarade / au pas, au pas, au pas ! », en : « Au pas, grenouilles ! » avec un soupçon d’ironie. C'est cette version anglaise qui aurait été importée en Suède au cours du XIXe siècle pour être adaptée sous forme d'une comptine pour enfants, avant de devenir l'un des airs festifs les plus populaires du pays.
La danse illustre les parties du corps que les grenouilles n'ont pas, à savoir les « oreilles » et la « queue ».
La version traditionnelle suédoise:
Små grodorna, små grodorna är lustiga att se.
Små grodorna, små grodorna är lustiga att se.
Ej öron, ej öron, ej svansar hava de.
Ej öron, ej öron, ej svansar hava de.
Kou ack ack ack, kou ack ack ack,
kou ack ack ack ack kaa.
Kou ack ack ack, kou ack ack ack,
kou ack ack ack ack kaa.
La traduction littérale en français :
Les petites grenouilles, les petites grenouilles sont drôles à regarder ;
Les petites grenouilles, les petites grenouilles sont drôles à regarder ;
Ni oreilles, ni oreilles, ni queues elles ne possèdent
Ni oreilles, ni oreilles, ni queues elles ne possèdent
Quack quack quack, quack quack quack,
Quack quack quack quacka.
Quack quack quack, quack quack quack,
Quack quack quack quacka.